# جيسي غراي
جيسي غراي (بالإنجليزية: Jesse Gray)‏ هو سياسي أمريكي، ولد في 14 مايو 1923 في باتون روج في الولايات المتحدة، وتوفي في 2 يناير 1988 في ذا برونكس في الولايات المتحدة. حزبياً، نشط في الحزب الديمقراطي. وقد انتخب عضو جمعية ولاية نيويورك.